# Godfred Haraldson
Godfred Haraldson (eerste helft negende eeuw) was de zoon van de Deense koning Harald Klak. In 826 werd hij samen met zijn ouders in Mainz gedoopt, waarbij de Karolingische kroonprins Lotharius I de peetoom van Godfred was. Na zijn doop bleef hij in het gevolg van Lotharius, maar na 840 werden ze het oneens en Godfred keerde terug naar Denemarken.
In het jaar 850 deed Godfred samen met zijn neef Rorik een overval op Dorestad. Rorik nam dit in bezit, terwijl Godfred verder voer, Vlaanderen en Artesië plunderde, en naar Denemarken terugkeerde om te overwinteren. 
In 851 plunderde Godfried opnieuw Friesland en de Rijnmonding, voer de Schelde op om daar Gent aan te vallen, en misschien ook de abdij van Drongen. 
In 852 werd zijn vader, Harald Klak, die met het graafschap Riustringen in Oost-Frisia beleend was, gedood door Oost-Frankische edelen en verdedigers van de grens met Denemarken, maar zijn heer Lotharius ondernam niets. Dat is waarschijnlijk de reden dat Godfred, die wist te ontkomen, zijn eed van trouw aan Lotharius opzegde en naar zijn vaderland Denemarken vluchtte. Na overwintering in Denemarken keerde hij opnieuw terug, viel Frisia aan met een grote vloot in 852, keerde terug en voer 9 oktober 852 de Seine op, tot bij Pont-de-l'Arche. Karel de Kale trok op naar de noormannen en had hulp van het leger van Godfreds peetoom Lotharius, maar de Vikingen hadden zich verschanst op een eiland in de Seine bij Les Andelys. Het Frankische landleger had geen boten. Nadat de patstelling de hele winter geduurd had, mocht Godfried in de lente van 853 vertrekken, waarschijnlijk met een som geld. Karel de Kale schonk hem bovendien een verblijf in zijn West-Frankische rijk. Het is aannemelijk dat dit het eiland Walcheren was, wat de Denen zich al in 837 hadden eigengemaakt. In 854 was er een aanval op Riustringen, vermoedelijk wilde Godfried het gebied van zijn vader heroveren. Er brak ook dat jaar in Denemarken een opstand uit, waarbij koning Horik I gedood werd en Horik junior op de Deense troon werd gezet. Omdat Lotharius dit gebied wilde laten besturen door zijn zoon Lotharius II, trokken de Vikingen naar Denemarken om daar de macht te grijpen na de dood van Horik I. De troonpretendenten Rorik en Godfried  keerden echter onverrichter zake terug. 
In 855 bevond Godfred zich bij zijn neef Rorik (waarschijnlijk de dux van Frisia), in Dorestad, als vazallen van Lotharius II. Godfred bleef in Frisia achter toen Rorik, na Deense plunderingen van Dorestat en de Betuwe in 857, de opdracht kreeg om naar de Deense grens te varen om de aanvallen te voorkomen. Dat is het laatste wat men in de bronnen van deze Godfried verneemt, en hij is waarschijnlijk kort daarna gestorven.